# Pittosporaceae
Pittosporaceae — родина рослин з порядку аралієцвіті (Apiales).

## Опис
У родині — дерева або кущі, вічнозелені, голі чи запушені, іноді колючі. Листки чергуються, іноді супротивні; листові пластини переважно шкірясті, краї цілі, рідко зубчасті чи лопатеві. Суцвіття — зонтики, щиткові, волотеві, чи окремі квіти. Квіти, як правило, двостатеві. Чашолистки зазвичай вільні або злегка сполучаються. Пелюстки вільні або зрослися, білі, жовті, сині або червоні. Тичинки навпроти чашолистків. Плід — коробочка або ягода. Насіння численне; покриття насіння тонке, ендосперм добре розвинений, насіннєвий ембріон маленький.

## Поширення
Родина містить приблизно 250 видів: тропічні та субтропічні регіони Африки, Азії, Австралії та тихоокеанських островів, особливо Австралії.
До євросередземноморської флори належить один корінний представник родини — Pittosporum coriaceum — рідкісний ендемік Мадейри. 